# Futbol a Guinea Bissau
El futbol és l'esport més popular a Guinea Bissau. És dirigit per la Federació de Guinea Bissau de Futbol.

## Competicions
- Lligues:
  - Primeira Divisão
  - Segunda Divisão
  - Terceira Divisão
- Copes:
  - Taça Nacional da Guiné-Bissau

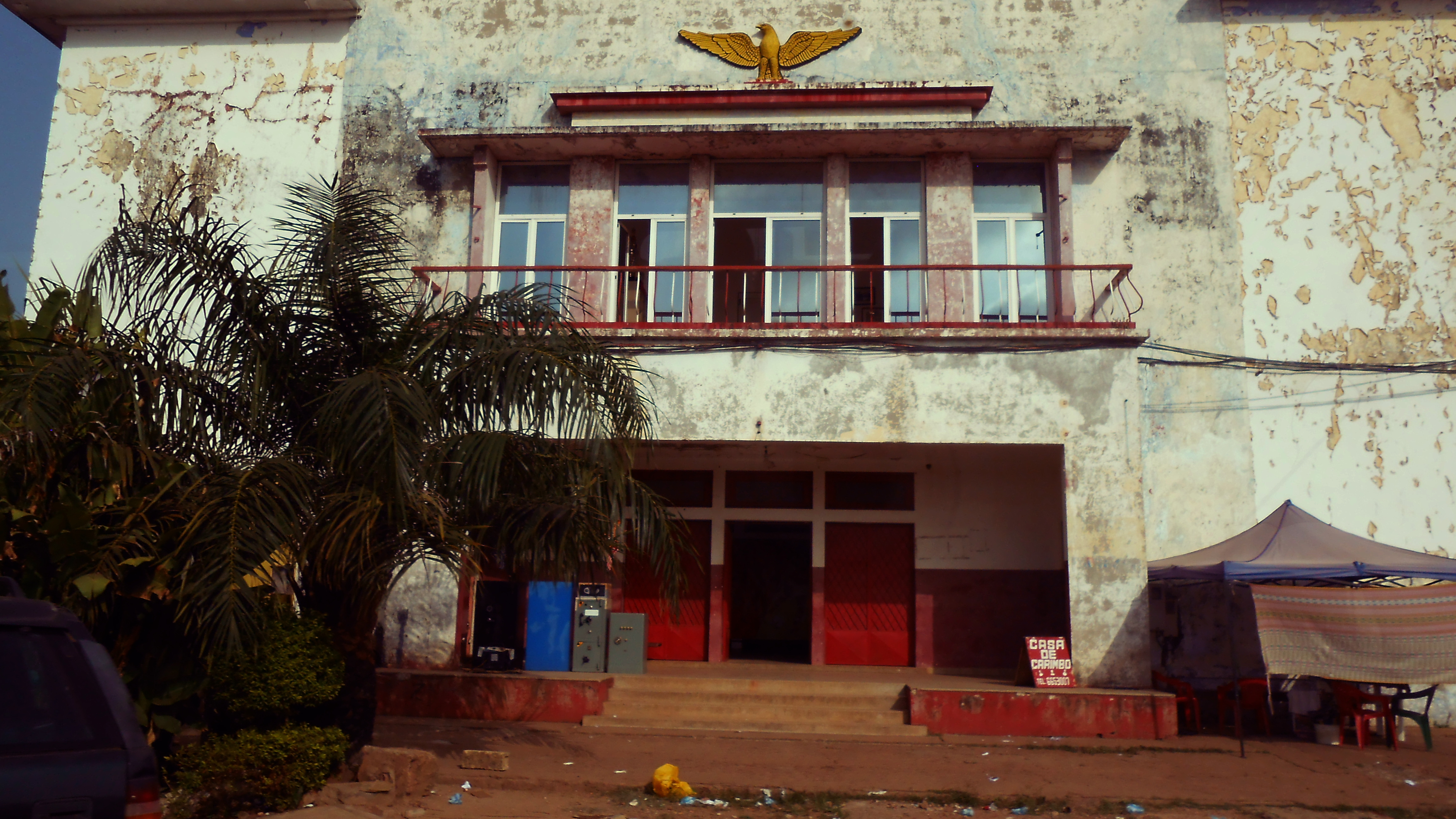
Seu de Benfica Bissau.

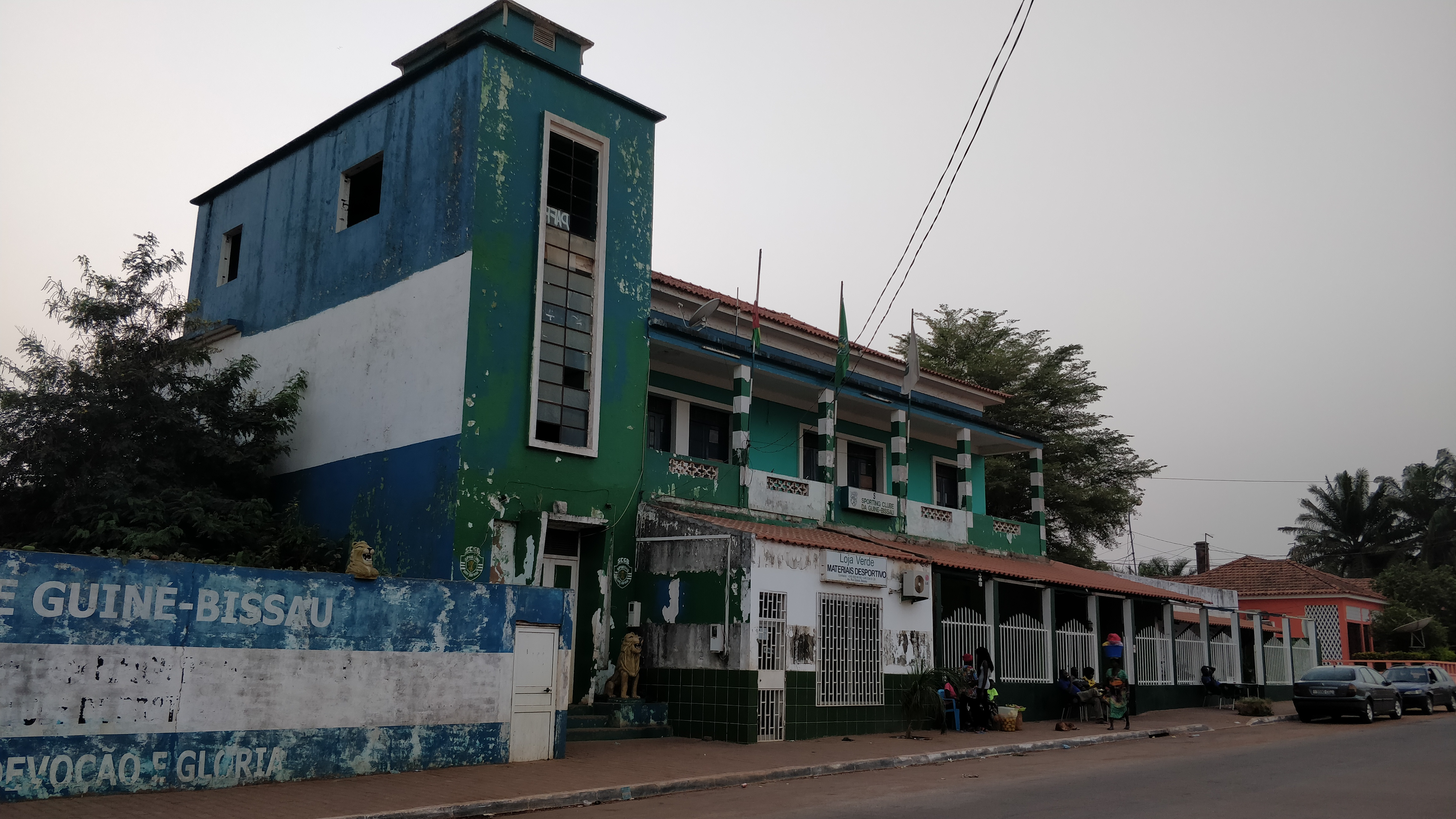
Seu de Sporting Bissau.

  - SuperTaça Nacional da Guiné-Bissau

## Principals clubs
Clubs amb més títols nacionals a 2019.
- Sport Bissau e Benfica
- Sporting Clube de Bissau
- União Desportiva Internacional de Bissau
- Associação Desportiva e Recreativa Mansabá
- Sport Clube dos Portos de Bissau
- Clube de Futebol Os Balantas
- Sporting Clube de Bafatá
- Mavegro Futebol Clube
- Futebol Clube de Canchungo
- Atlético Clube de Bissorã
- Nuno Tristão Futebol Clube
- Estrela de Cantanhez Futebol Clube

## Principals estadis

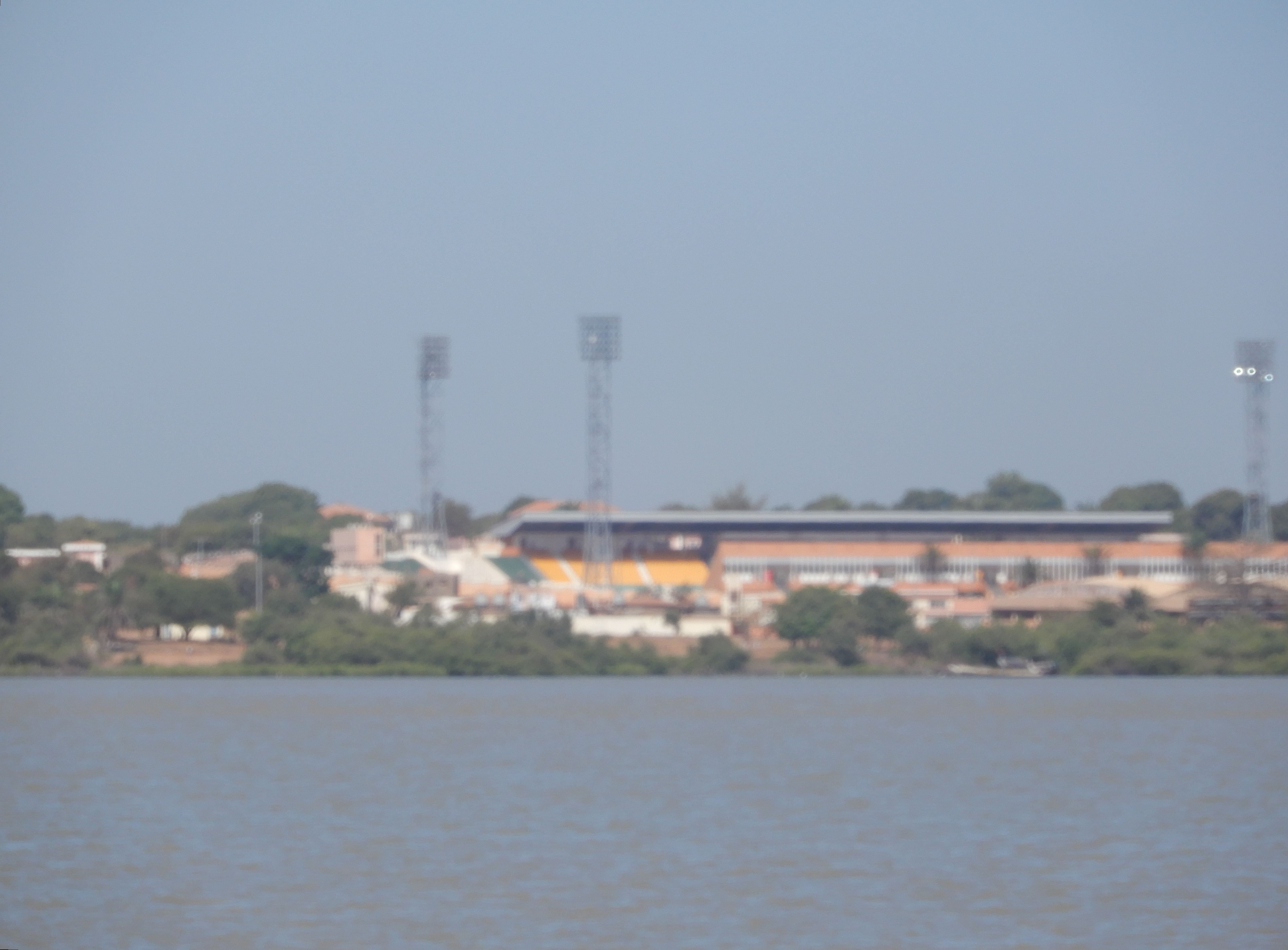
Estadi 24 de Setembro.

| # | Estadi                | Capacitat | Ciutat |
| - | --------------------- | --------- | ------ |
| 1 | Estadi 24 de Setembro | 20.000    | Bissau |
| 2 | Estadi Lino Correia   | 5.000     | Bissau |